# Championnat de France de rugby à XIII 2014-2015
Navigation
Édition précédente Édition suivante
Le Championnat de France de rugby à XIII 2014-15 ou Élite 2014-2015 est la 77e édition de la plus importante compétition de rugby à XIII en France. Le calendrier de la compétition s'étend du 13 septembre 2014 au 9 mai 2015.
Organisé sous l'égide de la Fédération française de rugby à XIII, le championnat est composé des huit même équipes que l'édition précédente. La formule de championnat est également similaire en raison du faible nombre de clubs engagés. Le championnat se décompose en trois phases. Une première phase où les équipes se rencontrent lors d'une phase de saison régulière où s'affrontent sur deux rencontres chacune des équipes, une seconde phase avec de mini-championnats disputés en y intégrant des clubs de deuxième division, puis une troisième phase à élimination directe pour se ponctuer par une finale en match unique le 9 mai 2015. Pour les équipes participantes, le championnat est entrecoupé par la Coupe de France.
Enfin, un club français est représenté par sa réserve dans ce championnat, le Saint-Estève XIII Catalan pour les Dragons Catalans qui évoluent en Super League.
L'A.S. Carcassonne remporte la première phase mais voit le Toulouse Olympique XIII, lors de la deuxième phase, s'affirmer comme le favori à sa propre succession. Ce dernier confirme ce statut en remportant le titre 20-12 face au club carcassonnais devant près de 6 000 spectateurs. Il s'agit du sixième titre de son histoire après 1965, 1973, 1975, 2000 et 2014.

## Format
Le calendrier est composé de trois phases :

### Première phase
Trois groupes sont formés, le premier regroupant les huit meilleures clubs de France appelé Elite 1, puis deux autres groupes regroupant chacune six clubs suivant leur situation géographique appelés Poule Elite 2 Ouest et Poule Elite 2 Est.
| Club                      |
| ------------------------- |
| Avignon                   |
| Carcassonne               |
| Lézignan                  |
| Limoux                    |
| Saint-Estève XIII catalan |
| Toulouse                  |
| Villeneuve                |
| Palau-del-Vidre           |

| Club                     |
| ------------------------ |
| Lescure-d'Albigeois      |
| Réalmont                 |
| La Réole                 |
| Saint-Gaudens            |
| Tonneins                 |
| Villefranche-de-Rouergue |

| Club                  |
| --------------------- |
| Albi                  |
| Baho                  |
| Carpentras            |
| Lyon Villeurbanne     |
| Montpellier           |
| Toulouse XIII Broncos |

## Liste des équipes en compétition
| \| SO Avignon AS Carcassonne FC Lézignan XIII Limouxin Saint-Estève XIII catalan Toulouse olympique XIII Villeneuve RL Palau XIII \| Clubs évoluant dans le Championnat de France en 2014-2015. |
| SO Avignon AS Carcassonne FC Lézignan XIII Limouxin Saint-Estève XIII catalan Toulouse olympique XIII Villeneuve RL Palau XIII                                                                  |

Le Toulouse olympique  est le tenant du titre, le FC Lézignan-Corbières est le finaliste de l'édition précédente. Aucun promu n'est présent en Elite 1, les huit mêmes clubs étaient présents lors de l'édition précédente.
| Club                      | Dernière montée | Budget 2014-15 | Classement en 2013-2014 | Entraîneur(s)                     | Stade                | Capacité |
| ------------------------- | --------------- | -------------- | ----------------------- | --------------------------------- | -------------------- | -------- |
| Avignon                   | 2008            | 450 000 €      | 1er tour                | Renaud Guigue Christophe Desserre | Stade de Saint-Ruf   | 2 500    |
| Carcassonne               | ?               | 800 000 €      | Quart-de-finale         | Laurent Garnier                   | Stade Albert-Domec   | 15 000   |
| Lézignan                  | ?               | 800 000 €      | Finaliste               | Aurélien Cologni                  | Stade du Moulin      | 6 500    |
| Limoux                    | ?               | 405 000 €      | Quart-de-finale         | José Delgado                      | Stade de l'Aiguille  | 5 000    |
| Palau-del-Vidre           | 2013            | 230 000 €      | 1er tour                | Patrick Torreilles                | Stade Georges Vaills | -        |
| Saint-Estève XIII catalan | ?               | 840 000 €      | Demi-finale             | Cyrille Gossard                   | Stade municipal      | 5 000    |
| Toulouse                  | 2011            | 1 400 000 €    | Champion                | Sylvain Houles                    | Stade des Minimes    | 4 066    |
| Villeneuve-sur-Lot        | ?               | 370 000 €      | Demi-finale             | Rory Bromley                      | Stade Max-Rousié     | 5 000    |

## Faits marquants de la saison

### Forces en présence
L'Elite 1 est composé des huit mêmes clubs que la saison précédente. Le Champion en titre Toulouse compte sur quasiment le même effectif avec le départ du fidjien Eloni Vunakece et l'arrivée de l'Anglais David Hulme. Chez le finaliste de l'édition 2014 Lézignan, Jamal Fakir (ancien joueur des Dragons Catalans) fait son arrivée et le club réaffirme son ambition de devenir champion. Carcassonne, de son côté, a changé d'entraîneur avec l'arrivée de Laurent Garnier revenu d'une expérience en Australie et emmenant deux internationaux néo-zélandais juniors à savoir Lino Mason et Kouma Samson. Avignon continue de mettre en avant sa formation en ne comptant aucun étranger dans son effectif.  Limoux et la réserve des Dragons Catalans Saint-Estève XIII catalan font figure d'outsiders, tandis que Villeneuve-sur-Lot et Palau-del-Vidre semblent évoluer un ton en dessous.

## Classement de la première phase
| Rang | Club                      | J  | V  | N | D  | Bo | Bd | Pm  | Pe  | Diff | Pts |
| ---- | ------------------------- | -- | -- | - | -- | -- | -- | --- | --- | ---- | --- |
| 1    | Carcassonne               | 14 | 11 | 0 | 3  | 0  | 4  | 448 | 251 | +197 | 37  |
| 2    | Toulouse (T)              | 14 | 10 | 1 | 3  | 0  | 4  | 402 | 272 | +130 | 36  |
| 3    | Lézignan                  | 14 | 9  | 0 | 5  | 0  | 3  | 316 | 275 | +41  | 30  |
| 4    | Saint-Estève-XIII catalan | 14 | 6  | 1 | 7  | 0  | 6  | 329 | 329 | 0    | 26  |
| 5    | Limoux                    | 14 | 6  | 1 | 7  | 0  | 5  | 373 | 439 | -66  | 25  |
| 6    | Villeneuve-sur-Lot        | 14 | 6  | 1 | 7  | 0  | 4  | 290 | 352 | -62  | 24  |
| 7    | Avignon                   | 14 | 3  | 0 | 11 | 0  | 9  | 288 | 351 | -63  | 18  |
| 8    | Palau-del-Vidre           | 14 | 3  | 0 | 11 | 0  | 5  | 254 | 431 | -177 | 14  |

|  | Qualifiés pour la deuxième phase Groupe A      |
|  | Qualifiés pour la deuxième phase Groupe B ou C |
|  | T : tenant du titre 2014                       |

Attribution des points : victoire : 3, match nul : 2, défaite : 0 ; plus les bonus (défensif : défaite par 12 points d'écart ou moins).

## Classement de la seconde phase

### Poule A
La Poule A est composée des quatre équipes ayant terminé en tête de la première phase. Elles sont amenées à se rencontrer deux fois dans un mini-championnat. Les deux premiers accèdent directement aux demi-finales, le troisième et le quatrième accèdent aux quarts de finale.
| Rang | Club                      | J | V | N | D | Bo | Bd | Pm  | Pe  | Diff | Pts |
| ---- | ------------------------- | - | - | - | - | -- | -- | --- | --- | ---- | --- |
| 1    | Toulouse                  | 6 | 4 | 1 | 1 | 0  | 1  | 196 | 98  | +98  | 15  |
| 2    | Saint-Estève-XIII catalan | 6 | 4 | 0 | 2 | 0  | 0  | 172 | 166 | +6   | 12  |
| 3    | Carcassonne               | 6 | 2 | 2 | 2 | 0  | 0  | 172 | 180 | -8   | 10  |
| 4    | Lézignan                  | 6 | 0 | 1 | 5 | 0  | 1  | 122 | 218 | -96  | 3   |

|  | Qualifiés pour les demi-finales    |
|  | Qualifié pour les quarts de finale |

Attribution des points : victoire : 3, match nul : 2, défaite : 0 ; plus les bonus (défensif : défaite par 12 points d'écart ou moins).

| Clubs                     | CAR   | LEZ   | STE   | TOU   |
| ------------------------- | ----- | ----- | ----- | ----- |
| Carcassonne               |       | 38-22 | 44-22 | 16-38 |
| Lézignan                  | 34-34 |       | 12-38 | 8-32  |
| Saint-Estève XIII catalan | 40-16 | 44-22 |       | 20-18 |
| Toulouse                  | 24-24 | 32-22 | 52-8  |       |

|  | Victoire à domicile |  | Match nul |  | Défaite à domicile |

### Poule B
La Poule B est composée des trois équipes ayant terminé cinquième et dixième de la première phase. Ils sont amenés à se rencontrer deux fois dans un mini-championnat. Le premier et deuxième accèdent aux barrages de la phase de l'Elite 1, tandis que le troisième et quatrième s'engagent dans la phase finale élite 2.
| Rang | Club                     | J | V | N | D | Bo | Bd | Pm  | Pe  | Diff | Pts |
| ---- | ------------------------ | - | - | - | - | -- | -- | --- | --- | ---- | --- |
| 1    | Palau-del-Vidre          | 6 | 5 | 0 | 1 | 0  | 0  | 239 | 98  | +141 | 15  |
| 2    | Limoux                   | 6 | 5 | 0 | 1 | 0  | 0  | 242 | 107 | +135 | 15  |
| 3    | Albi                     | 6 | 1 | 0 | 5 | 0  | 1  | 84  | 172 | -88  | 4   |
| 4    | Villefranche-de-Rouergue | 6 | 1 | 0 | 5 | 0  | 0  | 66  | 254 | -188 | 3   |

|  | Qualifié pour les barrages Elite 1 |
|  | Qualifié pour la phase Elite 2     |

Attribution des points : victoire : 3, match nul : 2, défaite : 0 ; plus les bonus (défensif : défaite par 12 points d'écart ou moins).

| Clubs                    | ALB   | LIM   | PAL   | VIL   |
| ------------------------ | ----- | ----- | ----- | ----- |
| Albi                     |       | 12-44 | 12-22 | 38-6  |
| Limoux                   | 48-12 |       | 28-9  | 58-30 |
| Palau-sur-Vidre          | 52-10 | 38-24 |       | 78-12 |
| Villefranche-de-Rouergue | 6-38  | 6-42  | 12-4  |       |

|  | Victoire à domicile |  | Match nul |  | Défaite à domicile |

#### Poule C
La Poule C est composée des trois équipes ayant terminé en fin de classement de la première phase. Ils sont amenés à se rencontrer deux fois dans un mini-championnat. Les deux premiers accèdent directement aux matchs de barrage pour se qualifier en quart de finale, le troisième est définitivement éliminé de la compétition.
| Rang | Club                | J | V | N | D | Bo | Bd | Pm  | Pe  | Diff | Pts |
| ---- | ------------------- | - | - | - | - | -- | -- | --- | --- | ---- | --- |
| 1    | Avignon             | 6 | 5 | 1 | 0 | 0  | 0  | 210 | 64  | +146 | 17  |
| 2    | Villeneuve-sur-Lot  | 6 | 4 | 1 | 1 | 0  | 0  | 156 | 143 | +13  | 14  |
| 3    | Lescure-d'Albigeois | 6 | 2 | 0 | 4 | 0  | 1  | 126 | 152 | -26  | 7   |
| 4    | Baho                | 6 | 0 | 0 | 6 | 0  | 2  | 93  | 226 | -133 | 2   |

|  | Qualifié pour les barrages Elite 1 |
|  | Qualifié pour la phase Elite 2     |

Attribution des points : victoire : 3, match nul : 2, défaite : 0 ; plus les bonus (défensif : défaite par 12 points d'écart ou moins).

| Clubs               | AVI   | BAH   | LES   | VIL   |
| ------------------- | ----- | ----- | ----- | ----- |
| Avignon             |       | 52-12 | 32-12 | 40-0  |
| Baho                | 8-36  |       | 22-28 | 17-24 |
| Lescure-d'Albigeois | 8-26  | 40-10 |       | 20-28 |
| Villeneuve-sur-Lot  | 24-24 | 46-24 | 34-8  |       |

|  | Victoire à domicile |  | Match nul |  | Défaite à domicile |

## Faits par journée

### 1rejournée
Le champion en titre, Toulouse aligne une équipe jeune (22 ans de moyenne d'âge), commence sa saison par une victoire longue à se dessiner contre Limoux 28-18. Le finaliste de la saison 2014, Lézignan, a obtenu une victoire très serré contre le St Estève XIII Catalan 14-8, ces derniers prenant le bonus défensif. Villeneuve-sur-Lot de son côté se défait facilement d'Avignon 24-12, enfin Carcassonne signe l'unique victoire à l'extérieur en disposant de Palau-del-Vidre 36-20 et prend la place de leader.

### 2ejournée
Lors de cette deuxième journée, Carcassonne emmené par Maxime Grésèque confirme son élan en battant le champion en titre Toulouse 26-12. Le St Estève XIII Catalan, réserve des Dragons Catalans, remportent son premier match à domicile en battant 38-24 Villeneuve-sur-Lot. Les deux autres rencontres accouchent de deux victoires à l'extérieur, la première par Palau-del-Vidre qui s'impose à Avignon 36-18, la seconde par Lézignan qui bat Limoux 38-12. Carcassonne garde la tête du championnat avec Lézignan.

### 3ejournée
La troisième journée permet à deux équipes de rester invaincues et de se détacher au classement. Carcassonne bat Limoux 52-6 et Lézignan dispose d'Avignon 29-4. Ces deux équipes se partagent la tête du classement. Villeneuve-sur-Lot met en échec Toulouse sur le terrain de ce dernier 26-26, enfin Palau s'impose contre St Estève XIII Catalan 24-22 confirmant son succès à Avignon le week-end précédent.

### 4ejournée
Avignon ne parvient toujours pas à remporter de match en subissant cette fois la loi de St Estève XIII Catalan qui s'impose 26-14. Toulouse remonte au classement grâce à son succès 36-6 contre Palau et Villeneuve confirme sa bonne entame de championnat en battant 48-10 Limoux. Dans le choc entre les deux co-leaders du championnat, Carcassonne bat Lézignan 38-12 et se place en ce début de saison comme l'équipe à battre.

### 5ejournée
Le leader Carcassonne poursuit son moisson de victoires en s'imposant 30-14 à Avignon grâce à la patte de Grésèque, Toulouse continue également sur sa lancée et gagne 38-30 contre St Estève XIII Catalan pour sa première victoire à l'extérieur. Villeneuve-sur-Lot allonge son invincibilité à domicile en battant 18-8 Lézignan qui confirme la bonne surprise de ce début de saison. Enfin, dans un duel de mal classés, Limoux bat Palau 56-12 et remporte son premier succès de la saison.

### 6ejournée
Carcassonne récite son rugby contre Villeneuve-sur-Lot 46-0, mais Toulouse battant 18-10 Avignon reste sur ses talons. Palau créé la sensation en battant Lézignan 34-14, enfin le match Limoux-St Estève XIII Catalan est reporté en raison de joueurs sélectionnés en équipe de France du côté des visiteurs.

## Résultats détaillés

### Phase régulière

#### Tableau synthétique des résultats
L'équipe qui reçoit est indiquée dans la colonne de gauche.
| Clubs                     | AVI   | CAR   | LEZ   | LIM   | PAL   | STC   | TOU   | VIL   |
| ------------------------- | ----- | ----- | ----- | ----- | ----- | ----- | ----- | ----- |
| Avignon                   |       | 14-30 | 18-25 | 26-30 | 18-36 | 14-26 | 10-28 | 42-16 |
| Carcassonne               | 18-47 |       | 33-20 | 52-6  | 30-6  | 16-19 | 26-12 | 46-0  |
| Lézignan                  | 29-4  | 12-38 |       | 24-22 | 40-8  | 14-8  | 12-32 | 30-18 |
| Limoux                    | 34-30 | 33-30 | 12-38 |       | 56-12 | 36-36 | 28-40 | 38-16 |
| Palau-del-Vidre           | 8-19  | 20-36 | 34-14 | 26-34 |       | 24-22 | 26-36 | 20-30 |
| Saint-Estève XIII catalan | 29-24 | 20-33 | 14-30 | 33-16 | 40-10 |       | 30-38 | 38-24 |
| Toulouse                  | 18-10 | 22-26 | 16-20 | 28-18 | 36-6  | 48-16 |       | 26-26 |
| Villeneuve-sur-Lot        | 24-12 | 20-34 | 18-8  | 48-10 | 20-18 | 12-8  | 18-22 |       |

|  | Victoire à domicile |  | Match nul |  | Défaite à domicile |

#### Détail des résultats
Les points marqués par chaque équipe sont inscrits dans les colonnes centrales. Les points de bonus sont symbolisés par une bordure bleue pour les bonus défensifs (défaite avec au plus douze points d'écart).

## Phase finale
Les deux premiers de la phase régulière sont directement qualifiés pour les demi-finales. En matchs de barrage pour attribuer les deux autres places, le troisième reçoit le sixième et le quatrième reçoit le cinquième. Les vainqueurs affrontent respectivement le deuxième et le premier.
|  | 1er tour           | 1er tour    | 1er tour |    | 1/4 de finale             | 1/4 de finale | 1/4 de finale |  | 1/2 finale | 1/2 finale | 1/2 finale |             | Finale | Finale | Finale |
|  |                    |             |          |    |                           |               |               |  |            |            |            |             |        |        |        |
|  |                    |             |          |    |                           |               |               |  |            |            |            |             |        |        |        |
|  |                    | -           | -        |    |                           |               |               |  |            |            |            |             |        |        |        |
|  |                    |             | -        |    |                           |               |               |  |            |            |            |             |        |        |        |
|  |                    |             | -        | -  |                           |               |               |  |            |            |            |             |        |        |        |
|  |                    |             | -        | -  |                           |               |               |  |            |            |            |             |        |        |        |
|  |                    |             |          |    |                           |               |               |  |            |            |            |             |        |        |        |
|  |                    |             |          |    |                           |               |               |  |            |            |            |             |        |        |        |
|  |                    |             |          |    | Saint-Estève XIII catalan | 6             |               |  |            |            |            |             |        |        |        |
|  |                    |             |          |    |                           |               |               |  |            |            |            |             |        |        |        |
|  |                    | Carcassonne | 44       |    |                           |               |               |  |            |            |            |             |        |        |        |
|  |                    | Carcassonne | 44       |    |                           |               |               |  |            |            |            |             |        |        |        |
|  |                    |             |          |    |                           |               |               |  |            |            |            |             |        |        |        |
|  |                    |             |          |    |                           |               |               |  |            |            |            |             |        |        |        |
|  |                    | Carcassonne | 31       |    |                           |               |               |  |            |            |            |             |        |        |        |
|  |                    |             | 31       |    |                           |               |               |  |            |            |            |             |        |        |        |
|  |                    |             | Avignon  | 20 |                           |               |               |  |            |            |            |             |        |        |        |
|  | Avignon            | 38          | Avignon  | 20 |                           |               |               |  |            |            |            |             |        |        |        |
|  | Avignon            | 38          |          |    |                           |               |               |  |            |            |            |             |        |        |        |
|  | Palau-del-Vidre    | 16          |          |    |                           |               |               |  |            |            |            |             |        |        |        |
|  | Palau-del-Vidre    | 16          |          |    |                           |               |               |  |            |            |            | Carcassonne | 12     |        |        |
|  |                    |             |          |    |                           |               |               |  |            |            |            | Carcassonne | 12     |        |        |
|  |                    | Toulouse    | 20       |    |                           |               |               |  |            |            |            |             |        |        |        |
|  |                    | Toulouse    | 20       |    |                           |               |               |  |            |            |            |             |        |        |        |
|  |                    |             |          |    |                           |               |               |  |            |            |            |             |        |        |        |
|  |                    |             |          |    |                           |               |               |  |            |            |            |             |        |        |        |
|  |                    | -           | -        |    |                           |               |               |  |            |            |            |             |        |        |        |
|  |                    |             | -        |    |                           |               |               |  |            |            |            |             |        |        |        |
|  |                    |             | -        | -  |                           |               |               |  |            |            |            |             |        |        |        |
|  |                    |             | -        | -  |                           |               |               |  |            |            |            |             |        |        |        |
|  |                    |             |          |    |                           |               |               |  |            |            |            |             |        |        |        |
|  |                    |             |          |    |                           |               |               |  |            |            |            |             |        |        |        |
|  |                    |             |          |    | Toulouse                  | 21            |               |  |            |            |            |             |        |        |        |
|  |                    |             |          |    |                           |               |               |  |            |            |            |             |        |        |        |
|  |                    | Lézignan    | 20       |    |                           |               |               |  |            |            |            |             |        |        |        |
|  |                    | Lézignan    | 20       |    |                           |               |               |  |            |            |            |             |        |        |        |
|  |                    |             |          |    |                           |               |               |  |            |            |            |             |        |        |        |
|  |                    |             |          |    |                           |               |               |  |            |            |            |             |        |        |        |
|  |                    | Lézignan    | 30       |    |                           |               |               |  |            |            |            |             |        |        |        |
|  |                    |             | 30       |    |                           |               |               |  |            |            |            |             |        |        |        |
|  |                    |             | Limoux   | 28 |                           |               |               |  |            |            |            |             |        |        |        |
|  | Limoux             | 27          | Limoux   | 28 |                           |               |               |  |            |            |            |             |        |        |        |
|  | Limoux             | 27          |          |    |                           |               |               |  |            |            |            |             |        |        |        |
|  | Villeneuve-sur-Lot | 16          |          |    |                           |               |               |  |            |            |            |             |        |        |        |

### Finale (9 mai 2015)[2]
(mt : 8 - 6)
Homme du match : 
Points marqués :
- Toulouse : 3 essais de Hulme (37e), Planas (44e), Quintilla (57e) ; 3 transformations de Kheirallah (37e, 44e et 57e) ; 1 pénalité de Kheirallah (5e)
- Carcassonne : 2 essais de Soubeyras (14e), Grésèque (80e); 1 transformation de Grésèque (80e) ; 1 pénalité de Grésèque (10e)

Évolution du score : 2-0, 2-2, 2-6, 8-6, 14-6, 20-6, 20-12
Arbitre : Stéphane Vincent
Spectateurs : 5 800
- Toulouse: Mark Kheirallah - Tony Maurel, Bruno Ormeno, Bastien Ader, Gregory White - Johnathon Ford, Daniel Hulme - Kane Bentley, Sébastien Planas (c), Florian Quintilla, Jérôme Gout, Andrew Bentley, Clément Boyer - Mourad Kriouache, Samy Masselot, Anthony Marion, Maxime Puech - Entraîneur : Sylvain Houlès

- Carcassonne : Luke Towers - Alexis Escamilla, Thomas Barrau, Jérémy Guiraud, Clément Soubeyras - Maxime Grésèque, Christophe Moly - Amar Sabri, Vincent Anderson, Kouma Samson, Tely Pelo, Pierre-Louis Bourrel, Teddy Sadaoui - Florent Rouanet, Tyrone Pau, Bastien Escamilla, Bastien Canet - Entraîneur : Alexandre Couttet

La finale oppose Toulouse et Carcassonne au Stade Michel-Bendichou de Colomiers qui réunit 5 800 spectateurs. La rencontre est retransmise par France 3 Languedoc-Roussillon et France 3 Midi-Pyrénées. Toulouse désire intégrer à l'avenir la Super League à l'instar des Dragons Catalans et compte assurer sa suprématie sur le Championnat de France en ajoutant un deuxième titre d'affilée. De son côté, Carcassonne vise son douzième titre de son histoire.
Jouant quasiment à domicile, Toulouse ouvre le score par une pénalité de Kheirallah à la 5e minute. Toutefois, c'est Carcassonne qui prend ensuite les commandes du match avec une pénalité de Grésèque à la 10e minute et  un essai de Soubeyras à la 14e minute. Butant longtemps sur la défense carcassonnaise, Toulouse finit par trouver l'ouverture à trois minutes de la mi-temps grâce à un essai de Hulme transformé par Kheirallah (37e) leur permettant de prendre l'avantage à la mi-temps 8-6.
Au début de seconde période, Toulouse prend alors le large avec un nouvel essai de Planas transformé par Kheirallah (44e) puis de Quintilla (57e). En fin de match, Grésèque réduit le score (essai transformé à la 80e minute) mais Toulouse conserve son titre national sur un score de 20-12. Toulouse aura finalement maîtrisé de bout en bout ce match malgré un score serré.

## Médias
La compétition ne bénéficie pas d'une couverture télévisuelle complète. Toutefois, la fédération a conclu un accord pour la diffusion en streaming de sept rencontres dont quatre matchs de la poule des As, un quart de finale et les deux demi-finales, après le succès rencontré par la retransmission en streaming du match Carcassonne-Lézignan en première phase. La finale, quant à elle, est diffusée par France 3 Midi-Pyrénées et sur le site internet de France 3.